# Onthophagus sakamakii
Onthophagus sakamakii là một loài bọ cánh cứng trong họ Bọ hung (Scarabaeidae).